# Assiminea palauensis
Assiminea palauensis es una especie de molusco gasterópodo de la familia Assimineidae en el orden de los Mesogastropoda.

## Distribución geográfica
Es endémica de Palau.   